# Arctocorisa subtilis
Arctocorisa subtilis är en insektsart som först beskrevs av Philip Reese Uhler 1876.  Arctocorisa subtilis ingår i släktet Arctocorisa och familjen buksimmare. Inga underarter finns listade i Catalogue of Life.